# Cão d'água espanhol
A cão d'água espanhol[Nota] (em castelhano perro de agua español) é uma raça pouco vista fora da Espanha e considerada multifuncional, já que assiste em caçadas, recolhendo patos, pastoreio e pesca. Mais commum no Sul do país, é vista com regularidade pastoreado cabras. Na Galiza, ajuda nas pescarias. Por sua ausência em exposições, não possui ainda um padrão traçado e por isso seu tamanho e pelagem são bastante variados.